# Bobby Robson
Sir Robert William „Bobby“ Robson CBE (18. února 1933 – 31. července 2009) byl anglický fotbalista a fotbalový trenér.
Jako hráč odehrál 20 zápasů za anglickou reprezentaci, dal v nich 4 branky. Hrál na dvou světových šampionátech, ve Švédsku 1958 a v Chile 1962. Hrál za Fulham (1950–1956, 1962–1967) a West Bromwich Albion (1956–1962). Největších úspěchů však dosáhl jako trenér. V letech 1982–1990 vedl reprezentaci Anglie, tedy na třech vrcholných turnajích – Mistrovství světa 1986 a 1990 (kde dosáhl největšího úspěchu, když Anglie skončila čtvrtá) a na Mistrovství Evropy roku 1988. Na klubové úrovni dosáhl největšího úspěchu s FC Barcelona, na jejíž lavičce vybojoval v sezóně 1996/97 Pohár vítězů pohárů, a s Ipswich Town FC, s nímž vyhrál Pohár UEFA v sezóně 1980/81. Čtyřikrát slavil mistrovský titul, dvakrát s PSV Eindhoven (1991, 1992), dvakrát s FC Porto (1995, 1996).

## Trenérská kariéra
V lednu 1968 zahájil trenérskou štaci ve Fulhamu, nezabránil ovšem sestupu z nejvyšší soutěže do Second Division. Ze 36 zápasů v trenérské funkci jich 21 prohrál a o vyhazovu se dozvěděl v listopadu téhož roku v novinovém článku.
V roce 1969 začal trénovat Ipswich Town, s nímž se – počínaje rokem 1973 – takřka pravidelně umisťoval v horní polovině tabulky první anglické ligy First Division.
Ačkoliv úvodní čtyři sezóny skončil tým mezi 12. až 19. místem, akvizicí stopera Allana Huntera za 60 tisíc liber v roce 1971 se začal budovat konkurenceschopný celek. Hunter se postavil po bok 19letého Kevina Beattieho a oba se stali dlouholetými oporami Ipswiche. V listopadu 1971 musel Robson skousnout prohru 0:7 na hřišti Sheffieldu United.
V sezóně 1972/73 dotáhl tým ke čtvrtému místu a přidal Pohár Texaco, Texaco Cup. Ve finále triumfoval nad rivalem z Norwiche. V lize Bobby Robson mimo jiné přehrál hvězdný Manchester United s hráči jako George Best, Bobby Charlton nebo Denis Law.
V další sezóně – 1973/74 – se Robsonovi svěřenci představili v rámci Poháru UEFA a v prvním kole vyřadili Real Madrid. Domácí výhru 1:0 zařídil levý krajní obránce Mick Mills, venkovní odvetu angličtí fotbalisté ubránili a po remíze 0:0 postupovali. Ve druhém kole narazili na Lazio Řím a vyhráli před domácími diváky 4:0. V Římě se ovšem odehrál „divoký“ zápas plný potyček, při kterém se italský celek dostal do vedení 2:0 a posléze 4:1, konečné skóre ale nakonec činilo 4:2 s tím, že postupujícím je Ipswich Town.
Jeho hráči byli po zápase nuceni uniknout do šaten, na hotel je posléze kvůli rozhněvaným domácím příznivcům musela eskortovat policie. UEFA následně italský celek potrestala zákazem účasti v pohárech.
Ve třetím kole se Angličané přenesli po výhrách 1:0 a 2:1 přes nizozemské Twente, ve čtvrtfinále ale po penaltovém rozstřelu postoupila východoněmecká Lokomotiva Lipsko.
V další sezóně se tým znovu zúčastnil Poháru UEFA, byl vyřazen byl po prvním dvojzápase, symbolicky s Twente. Postup do finále Poháru FA zhatil rozhodčí, jenž neuznal dva góly, semifinále proto dopadlo úspěchem pro West Ham United. Mistrovský titul Ipswichi unikl o dva body. Brzké vyřazení z evropských pohárů v sezóně 1975/76 následovala sezóna bez zápasů tohoto poháru, na jaře roku 1977 se ale tým opět přiblížil titulu a skončil třetí. Bobby Robson na toto ligové umístění nenavázal a v sezóně 1977/78 se Ipswich Town zachránil o tři body.
Cesta Pohárem FA vyústila 6. května 1978 ve finálové střetnutí s Arsenalem, který byl médii pasován do role favorita. Obě mužstva kvůli zranění postrádala několik hráčů. Finále herně i výsledkově opanoval Ipswich, jehož fotbalisté třikrát trefili brankovou konstrukci, zvítězivší díky gólu Rogera Osbornea, který se při gólově oslavě zranil a zápas nedohrál.
Ipswich Town vyhrál Pohár FA vůbec poprvé a v následující sezóně se střetli v utkání o Community Shield s Nottinghamem Forest, dodnes jediné vystoupení v této soutěži prohráli však 0:5.(aktuální k roku 2021)
V roce 1978, respektive 1979, měl Robson nově k dispozici nové posily v podobě záložníků Arnolda Mührena a Franse Thijssena, kteří s sebou přinesli nizozemské pojetí fotbalu. Na hrot útoku se postavil Paul Mariner. Ipswich Town si v sezóně 1978/79 též poprvé zahrál Pohár vítězů pohárů. Pravidlo venkovních gólů po výsledcích 2:1 a 0:1 rozhodlo o postupu pozdějšího vítěze Barcelony do semifinále. V průběhu sezóny 1979/80 Robsonovi hráči porazili 6:0 Manchester United a natáhli sérii bez porážky na pět měsíců.
Nejúspěšnější sezónou v klubové historii je sezóna 1980/81, v níž Ipswich vedl tabulku anglické First Division, do dubna platil za favorita na vítězství a dvakrát porazil Aston Villu, jejího konečného vítěze. Úzký kádr však nestačil na nabytý program zahrnující v součtu 66 soutěžních zápasů.
Příležitost získat Pohár FA tentokrát odňal Manchester City. Jízda evropskou soutěží započala domácí výhrou 5:1 nad Aris Soluň, po které angličtí fotbalisté odcestovali na odvetu do Řecka. Ve druhém poločase byli za stavu 0:3 blízko vyřazení, ale po prohře 1:3 postoupili. Po konečném souhrnném výsledku 3:2 následně postoupili přes Bohemians Praha, aby ve třetím kole přešli přes polskou Widzew Łódź. Venkovní čtvrtfinálový zápas na hřišti Saint-Étienne dopadl navzdory počátečnímu manku 0:1 výhrou 3:1. Robson tento zápas shrnul jako „senzační, skoro bezchybný výkon“.
Tři vstřelené góly v domácím prostředí znamenaly postup do semifinále proti Kölnu (Kolínu), který hráči Ipswiche porazili doma 1:0. Dalších 14 dní odehráli čtyři zápasy a přišli o možnost získat jakýkoliv domácí triumf. Do finále Poháru UEFA se dopravili po výhře 1:0 v Německu. Finálovým soupeřem měl být nizozemský AZ Alkmaar, rovněž prožívající historickou sezónu ziskem domácího double. První domácí zápas na Portman Road ovládli domácí fotbalisté Ipswiche po výsledku 3:0 a po venkovní porážce 2:4 slavili vítězství.
Robson podepsal za 13 sezón ve funkci trenéra „pouhých“ 14 hráčů odjinud a spoléhal se především na rekrutování mladíků z vlastních dorosteneckých výběrů, v čemž mu od roku 1970 pomáhal hlavní skaut Ron Gray. V průběhu zdejšího působení Robson užíval rozestavení 4–3–3 a 4–3–1–2.

## Odkaz
Bobby Robson pomohl do velkého fotbalu vyzdvihnout Josého Mourinha, portugalského trenéra, který byl Robsonovým překladatelem ve Sportingu a později trenérským asistentem v Portu a Barceloně.
Mourinho uvádí Robsona jako příklad charismatického kouče, a právě takové charisma považuje za u trenéra nejdůležitější.
Za svůj vzor jej považovali mimo jiné trenéři Alex Ferguson nebo Pep Guardiola.
Anglické kluby Ipswich Town a Newcastle United se pod jeho vedením ukázaly v evropských pohárech, které pro oba z klubů nebyly pravidlem.
Ipswich Town drží z Robsonovy éry rekord domácí neporazitelnosti, kterou klub udržel i při svém doposud posledním vystoupení v evropských pohárech v roce 2002.

## Ocenění a úspěchy

### Klubové
Ipswich Town
- 1× vítěz FA Cup – 1977/78[11]
- 1× vítěz Poháru UEFA – 1980/81[11]

PSV Eindhoven
- 2× vítěz Eredivisie – 1990/91, 1991/92[11]
- 1× vítěz Johan Cruijff Schaal, nizozemského superpoháru – 1998[11]

FC Porto
- 2× vítěz Primeira Liga – 1994/95, 1995/96[11]
- 2× vítěz Taça de Portugal – 1993/94, 1995/96[11]

FC Barcelona
- 1× vítěz Poháru vítězů pohárů – 1997/98[11]
- 1× vítěz Copa del Rey – 1997/98[11]
- 1× vítěz Supercopa de España – 1997[11]

## Osobní život
Narodil se v rodině horníka jako čtvrtý z pěti dětí, chlapců.